# Ассоциация шведско-кампучийской дружбы
Ассоциа́ция шве́дско-кампучи́йской дру́жбы — шведская общественная организация, образованная в октябре 1976 года членами шведской компартии. Выступала в поддержку коммунистического режима Красных Кхмеров в Камбодже (Демократической Кампучии). Известна по книге Петера Фрёберга Идлинга «Улыбка Пол Пота», где повествуется о визите шведской делегации в Кампучию в 1978 году.
Прекратила существование вскоре после начала свержения режима Красных Кхмеров в 1979 году.

## История
В марте 1970 года в Камбодже при поддержке ЦРУ произошёл государственный переворот. Многие европейские левые с сочувствием отнеслись к свергнутому Сиануку и открыто поддержали партизан НЕФК, начавших вооружённую борьбу против проамериканского режима Лон Нола (Кхмерская Республика). Коммунистические партии Швеции, Норвегии и Дании во многом разделяли идеи маоизма, выступая как с антиамериканских, так и с антисоветских (антиревизионистских) позиций. Именно поэтому они симпатизировали Красным Кхмерам Пол Пота, которые при поддержке Пекина стали наиболее боеспособной силой в повстанческом движении.
Победа коммунистов в апреле 1975 года стала для европейских левых сигналом к началу сотрудничества с новым режимом. Так в октябре 1976 года под влиянием маоистской Коммунистической партией Швеции (КПШ) была основана «Ассоциация шведско-кампучийской дружбы». В Дании это был «Кампучийский комитет», образованный Коммунистической рабочей партией (до 1976 года — Коммунистическая лига марксистов-ленинцев, КФМЛ). Первой подобной организацией, начавшей сотрудничество в новым режимом, стала «Ассоциация норвежско-камбоджийской дружбы» (норв. Vennskapssambandet Norway-Kambodsja), основанная весной 1975 года.
Шведская делегация, состоявшая из четырёх членов организации, планировала отправиться в тур по Демократической Кампучии, который был запланирован на вторую половину 1978 года. Бергстрём отправился в Кампучию в августе 1978 года. Вместе с ним в составе группы были: Эдда Экервальд, писатель Ян Мюрдаль и Марита Викандер. Путешествуя по стране, делегация посещала больницы, школы и трудовые коммуны. На протяжении всего маршрута их неустанно сопровождали представители Красных Кхмеров.
Члены делегации, разделяли идеи Пола Пота превратить Кампучию в социалистическое государство рабочих и крестьян.